# 苗思順
苗思顺（？—？），號聚百，河南归德府宁陵县人。

## 生平
万历四十六年（1618年）戊午科河南乡试举人，四十七年（1619年）联捷己未科進士，刑部觀政，四十八年授山西闻喜知县，天啓元年本省同考，二年调陕西泾阳县，四年本省同考，五年行取，告假。七年補升兵部职方司主事，升员外郎、郎中，崇祯二年回籍，卒。

## 家族
曾祖苗良廣。祖父苗文英，嘉靖辛酉举人。父苗大本，伯父苗立本，万历十年举人，從弟苗思谦，天啓七年贡士，子苗恒芳，崇祯八年岁贡。